# Asplanchna brightwelli
Asplanchna brightwelli (Synonym Asplanchna brightwellii) ist eine Art der Gattung Asplanchna aus dem Stamm der Rädertierchen (Rotatoria).

## Beschreibung

### Weibchen
Die Weibchen werden 500 bis 1500 µm lang, sind fußlos und besitzen einen blasig aufgetriebenen Körper. Ihr Eierstock ist bandförmig und ihre Magendrüsen sind kugelig. Auf den Innenseiten der Kauzangen befindet sich je ein Zahn. Sie besitzen zwei kleine Augen.

### Männchen
Die Männchen sind winzig, leben nur kurz und bestehen fast nur aus ihrem Hoden.